# Phlugiolopsis fallax
Phlugiolopsis fallax är en insektsart som beskrevs av Wei Ying Hsia och Honglei Liu 1993. Phlugiolopsis fallax ingår i släktet Phlugiolopsis och familjen vårtbitare. Inga underarter finns listade i Catalogue of Life.